# Camponotus palpatus
Camponotus palpatus é uma espécie de inseto do gênero Camponotus, pertencente à família Formicidae.